# Trường Trung học phổ thông Xuân Đỉnh, Hà Nội
Trường Trung học phổ thông Xuân Đỉnh hay còn gọi là Cấp 3 Xuân Đỉnh (còn được gọi trước đây là Trường PTTH Chuyên Toán Xuân Đỉnh) là một trường trung học phổ thông công lập tại địa bàn thành phố Hà Nội.

## Lịch sử nhà trường
Ngày 4/9/1960, Trường cấp III Xuân Đỉnh - ngôi trường cấp III đầu tiên của huyện Từ Liêm (trước đây là Quận 5 - Hà Nội) khai giảng năm học mới. Trường được thành lập từ chủ trương của Đảng và Nhà nước ta nhằm mở mang nền giáo dục nước nhà, đào tạo nhân lực, nhân tài cho đất nước, là một phần thưởng lớn dành cho cán bộ, nhân dân huyện Từ Liêm do đã có thành tích trong phong trào thi đua yêu nước, trong phong trào lao động sản xuất đặc biệt là thành tích về thuỷ lợi lúc bấy giờ. Ngôi trường đặt giữa vùng quê hiếu học: Xuân Đỉnh, Đông Ngạc, Cổ Nhuế, Phú Thượng, Nhật Tân, Xuân La, Nghĩa Đô... nơi có nhiều làng khoa bảng, nhiều làng nghề truyền thống, làng lúa, làng hoa, là tiền đề cho sự phát triển và những thành tích của nhà trường

### Trường PTTH Chuyên Toán Xuân Đỉnh
Năm 1960, do yêu cầu về đào tạo nhân lực, nhân tài cho đất nước, các trường THPT chuyên đã được mở. Ở trung tâm Hà Nội lúc bấy giờ luôn phải đối mặt với tình trạng bị Mỹ ném bom nên không thể đặt một trường học lớn ở đó, nhiều người dân ở trung tâm Hà Nội cũng đã di dời ra vùng ngoại thành.
Trước bối cảnh đó, các lớp chuyên Toán, chuyên Văn đã được thành lập: Các lớp chuyên Toán đặt ở PTTH Xuân Đỉnh (Từ Liêm), các lớp chuyên văn thì được đặt ở PTTH Nguyễn Gia Thiều (Long Biên) do đây là những vùng ngoại thành tương đối an toàn.

## Thành tích

### Huân chương
Trường đã được Nhà nước Việt Nam trao tặng:
Năm 1967: Huân chương Lao động hạng Ba lần 1.
Năm 2002: Huân chương Lao động hạng Nhì lần 1.
Năm 2022: Huân chương Lao động hạng Nhì lần 2.